# Дамаскин Серски
Дамаскин (на гръцки: Δαμασκηνός) е православен духовник, митрополит на Цариградската патриаршия.

## Биография
Дамаскин от 1613/1614 до 1617 година е серски митрополит. Митрополит Дамаскин организира Сярската гръцка община и следи Църквата да задоволява нуждите на миряните. Той свиква редовни редовни събрания за избора на най-добродетелните жители на града в управата на християнската община в Сяр.